# Пирій вузлуватий
Пирій вузлуватий (Elymus nodosus) — вид однодольних квіткових рослин з родини злакових (Poaceae).

## Опис
Густопучкова багаторічна рослина без кореневища. Стебла прямостоячі або колінчасто підняті, 40–60 см завдовжки. Зовнішній край піхв листків голий чи запушений. Листові пластинки плоскі чи згорнуті, 12–20 см × 2–3 мм, сизі; зверху шорсткі, знизу гладкі. Суцвіття (колос) двостороннє, ± нещальне, 6–13 см завдовжки. Плодючі колосочки сидячі, містять 3–5 плодючих квіточок. Колосочки від еліптичних до довгастих, стиснуті з боків, 10–18 мм у довжину. Колоскові луски подібні, довгасті, без кілів, 5–7-жилкові, бічні жилки ребристі, верхівки зрізані чи тупі; нижня — 6–8 мм у довжину, 0.75–0.9 довжини верхньої луски; верхня 8–9 мм у довжину, 0.9 довжини сусідньої фертильної леми, поверхня луски гладка. Плідна лема ланцетоподібна чи довгаста, 8.5–10 мм у довжину, кіляста, 5-жилкова, поверхня гладка, верхівка шпиляста. Палея завдовжки з лему. Пиляки 3–4 мм у довжину. Верхівкові безплідні квітки, схожі на плодючі, але недорозвинені.

## Поширення
Вид росте на Корсиці, в Криму, Туреччині, Вірменії, Азербайджані, Ірані, Іраку, Пакистані.
В Україні росте на відкритих сухих схилах, щебенистих осипах та приморських глинистих урвищах нижнього гірського пояса — у пд. Криму, часто.